# Marc Chauvierre
Pour les articles homonymes, voir Chauvierre.
Marc Chauvierre (1900-1996) est un ingénieur français. Il fait partie des grands pionniers de la télévision en France, avec d'autres inventeurs comme Henri de France ou René Barthélemy dans l'Histoire des techniques de télévision.

## Biographie

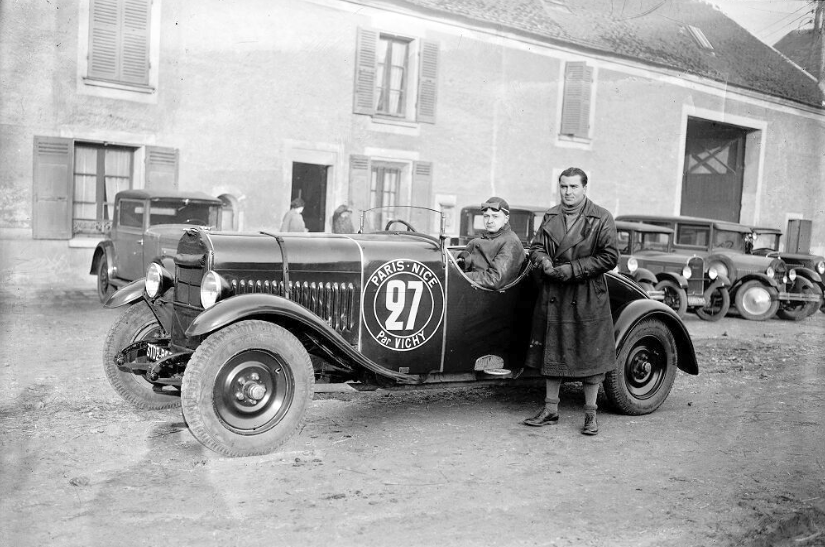
Également pilote automobile, Chauvierre est adepte des compétitions sportives (1931).

Adepte du sport automobile et des rallyes, il participe à différentes compétitions, dont la course Pari-Nice en 1928.
Ingénieur pour la Société Integra laquelle fabrique des équipements destinés à la réception radio, Marc Chauvierre s'intéresse très tôt en parallèle à la télévision.
À partir de 1932, pour permettre de regarder les premières émissions régulières du Service de la Radiodiffusion nationale, Marc Chauvierre élabore une solution mécanique comportant un disque à lentilles mû par moteur synchrone synchronisé. 
Il crée son propre studio de télévision expérimental à Radio Lyon et fabrique sa caméra à spot mobile de définition 30 lignes à disque de Nipkow, équipée de lentilles de Brillouin.
En 1936 avec son collègue André Serf, il fabrique le tout premier téléviseur français à tube cathodique destiné au grand public, le fameux Visiodyne () comprenant un cricuit composé de huit lampes seulement, un record pour l'époque. On peut voir ce poste au musée du Conservatoire national des arts et métiers à Paris.

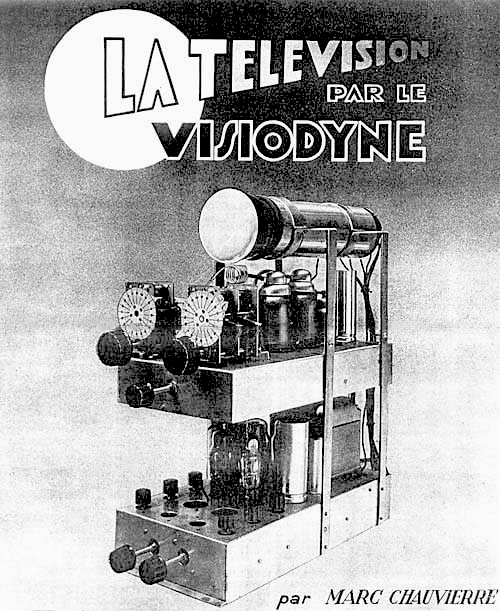
Le téléviseur mécanique « Visiodyne » à tube cathodique (publicité de 1936).

L'ingénieur participe directement à la compétition entre les différentes technologies d'affichage et la course à la définition et commercialise différents appareils de télévision, notamment des « kits » à monter soi-même.
Durant l'occupation allemande, Chauvierre est nommé directeur technique de la très collaboratrice Radio-Paris puis il intervient dans le lancement et les opérations de la chaîne de télévision Fernsehsender Paris. À la libération, cet épisode lui rapportera d'être condamné à une interdiction professionnelle de trois mois durant l'épuration mais heureusement, il en sera officiellement blanchi.
Il dépose plusieurs brevets et s'intéresse à la télévision en couleurs, à la haute définition et même à la télévision en relief stéréoscopique.
En 1945, Marc Chauvierre et Jacques Donnay réalisent la première transmission de son numérique, sur la même porteuse que l'image.
Il meurt le 28 mars 1996  à Garches.

## Œuvres
- de nombreux articles techniques de promotion de la télévision, ceci dès les années 1930. Il échangea des idées avec le journaliste et cinéaste Marcel Ichac qui réalisa notamment le premier film français en cinémascope.
- La Télévision en relief 3DTV, Marc Chauvierre, Ed. technique et scientifique Française, Paris 1978.
- de nombreux autres ouvrages (à compléter).